# Fight Another Day
Fight Another Day ist das am 3. Juni 2016 veröffentlichte Comeback-Album der US-amerikanischen Rockband Dan Reed Network. Die Gruppe, die 1984 gegründet wurde, hatte seit 1991 mit The Heat ihr letztes gemeinsames Studioalbum veröffentlicht, anschließend waren die Musiker getrennte Wege gegangen und erst am 31. Dezember 2012 wieder gemeinsam aufgetreten. Nach sporadischen kleineren Auftritten in Clubs sowie auf Festivals entschied sich die Band 2015, wieder ein gemeinsames Album aufzunehmen. Sie wurde von Frontiers Records unter Vertrag genommen.

## Hintergrund
Nach dem gemeinsamen Auftritt zum 25. Bandjubiläum trat Dan Reed Network 2013 in Stockholm, Nordirland und beim Enchanted-Festival in der Nähe von London auf. 2014 erschien ein schwarmfinanziertes Best-of-Album mit dem Titel Anthology, außerdem trat die Gruppe beim Download-Festival in England und während einer Clubtour in Deutschland auf, bevor sie 2015 erneut in Großbritannien und Schweden auf Tournee ging.
Blake Sakamoto, Keyboarder der Band, erklärte am 6. Oktober 2015 via Facebook, dass er die Band mit sofortiger Wirkung verlassen werde, um seinen familiären Verpflichtungen nachkommen zu können. Als Nachfolger wurde Rob Daiker ausgewählt, der bereits seit langem mit Dan Reed arbeitet. Am 11. November 2015 gab die Gruppe, ebenfalls auf Facebook, bekannt, dass sie an einem neuen Album arbeitet.
Die Aufnahmen fanden zunächst in den Falcon Recording Studios in Portland, der Heimatstadt aller Gruppenmitglieder, statt. Hier wurden Schlagzeug, Bass und Rhythmus-Gitarren aufgenommen, außerdem wurden Percussion-Beiträge des Gastmusikers Scott Wardinsky aufgezeichnet. Ende November 2015 wechselte die Band ins „The Commune“-Studio, das Rob Daiker betreibt. In diesem Studio folgten die Aufzeichnung der Leadgitarren und des Gesangs. Die Keyboards, Synthesizer und weitere Gesangsspuren wurden ab Dezember 2015 im Faust Records Studio in Prag aufgenommen.
Am 18. Januar 2016 teilte die Band auf ihrer Facebook-Seite mit, dass die Fertigstellung des Albums bevorstehe. Die Abmischung sei „großartig,“ das Artwork fast fertiggestellt, und der Titel stehe fest. Vier Tage später gab Frontiers Records offiziell die geplante Veröffentlichung des Albums auf dem Label bekannt. In der Pressemitteilung wurde außerdem erklärt, dass Derek Shulman, der die Band 1986 als A&R-Manager bei Mercury Records unter Vertrag genommen hatte, als Co-Manager und A&R-Manager für die Gruppe arbeiten werde.
Am 4. April veröffentlichte Frontiers Records eine Pressemitteilung mit einer Titelliste und einer Abbildung des Plattencovers und kündigte an, dass Fight Another Day am 3. Juni 2016 erscheinen werde. Am 18. April 2016 wurde als erstes Lied aus dem Album der Titel Divided online veröffentlicht. Die Lieder Heaven und Sharp Turn stammen ursprünglich von der 2004 nur in den USA veröffentlichten Solo-EP Dan Reeds, Sharp Turn, die ausschließlich digital vertrieben wurde. Sie wurden für das Album neu arrangiert.

## Rezeption
Rocks schrieb, das Album sei eine „überraschend starke und dem Pop nicht abgeneigte Scheibe,“ es gebe „wenig an der alterslosen Mischung aus Funk-Grooves, effektvoll knappen Hardrock-Riffs und euphorisierenden Melodien“ auszusetzen. In Give It Love „strotze die Equipe geradezu“ vor jugendlichem Überschwang, The Brave ziehe eine „direkte Linie“ zum ersten Hit der Band, Ritual, und Eye of the Storm lehne „ein gutes Stück in Richtung Melodic-Rock.“  Der „packende Rock mit Herz und Verstand“ erreiche den Zuhörer „noch immer ohne Umwege.“

## Titelliste
| Nr. | Titel            | Text                             | Musik                            | Länge |
| --- | ---------------- | -------------------------------- | -------------------------------- | ----- |
| 1.  | Divided          | Dan Reed                         | Dan Reed                         | 4:44  |
| 2.  | The Brave        | Reed                             | Reed, Brion James                | 3:53  |
| 3.  | Infected         | Reed                             | Reed                             | 4:49  |
| 4.  | Champion         | Reed                             | James, Reed                      | 4:29  |
| 5.  | Ignition         |                                  |                                  | 1:44  |
| 6.  | Give It Love     | Reed                             | Reed                             | 4:42  |
| 7.  | B There With U   | Reed                             | Reed                             | 4:37  |
| 8.  | Save The World   | James                            | James                            | 4:31  |
| 9.  | Eye Of The Storm | Reed                             | Reed                             | 4:20  |
| 10. | Reunite          | Björnson, Ohlsson, Ohlsson, Reed | Björnson, Ohlsson, Ohlsson, Reed | 4:25  |
| 11. | Heaven           | Reed                             | Reed, Rob Daiker                 | 4:57  |
| 12. | Sharp Turn       | Reed                             | Reed                             | 5:07  |
| 13. | Stand Tall       | Reed                             | Reed                             | 5:14  |